# Dryops ernesti
Dryops ernesti é uma espécie de insetos coleópteros polífagos pertencente à família Dryopidae.
A autoridade científica da espécie é des Gozis, tendo sido descrita no ano de 1886.